# Ein Abenteuer in Raum und Zeit
Ein Abenteuer in Raum und Zeit (Originaltitel: An Adventure in Space and Time) ist ein britischer Fernsehfilm aus dem Jahr 2013, in dem die Entstehungsgeschichte der Kult-Fernsehserie Doctor Who erzählt wird.

## Handlung
Im Jahr 1963 entsteht bei der BBC die Idee einer neuen Science-Fiction-Serie um einen schrulligen alten Mann, der als Der Doktor bezeichnet wird und mit einer blauen Notrufzelle durch Raum und Zeit reist. Die junge Verity Lambert wird vom BBC-Direktor „Drama und Schauspiel“ Sydney Newman mit der Produktion der Serie beauftragt. Der alternde Schauspieler William Hartnell ist für die Rolle des Doktors vorgesehen. Bereits nach der ersten Folge plant die BBC die Produktion mangels ausreichender Einschaltquoten bei nur vier Folgen zu belassen, da die Medien vom am Tag vor der Erstausstrahlung der ersten Folge in den USA stattgefundenen tödlichen Schuss-Attentat auf John F. Kennedy beherrscht sind. Lediglich der Hartnäckigkeit Verity Lamberts ist es zu verdanken, dass die Serie weiter produziert wird. Mit ihren frischen Ideen wird die Serie zu einem vollen Erfolg.
Hartnell blüht zunächst in seiner Rolle des Doktors auf, ist nach drei Jahren jedoch aus gesundheitlichen Gründen für die Produktionsfirma nicht mehr tragbar. 1966 kommt es zur Neubesetzung der Doktor-Rolle durch den Schauspieler Patrick Troughton, gespielt von Reece Shearsmith. Während Hartnells bewegender Abschlusssequenz als 1. Doktor erscheint neben ihm an der Konsole der TARDIS der 11. Doktor, der – wie in der Hauptserie zur Zeit der Produktion – durch Matt Smith verkörpert wird.

## Trivia
David Bradley nahm 2017 die Rolle des ersten Doktors in der Episode Der Doktor fällt der regulären Fernsehserie erneut auf. Damit wird Bradley zum insgesamt dritten Darsteller des ersten Doktors in der Serie. Der erste Doktor wurde bereits 1983 in der Sonderfolge zum 20. Jubiläum Die fünf Doktoren mit Richard Hurndall neu besetzt, da Hartnell zu diesem Zeitpunkt bereits verstorben war.
2023 wurde im Rahmen des 60-jährigen Jubiläums der Serie eine neue Version des Films ausgestrahlt, in der Matt Smiths 11. Doktor durch den von Ncuti Gatwa verkörperten 15. Doktor ersetzt wurde.